# Klub sportowy

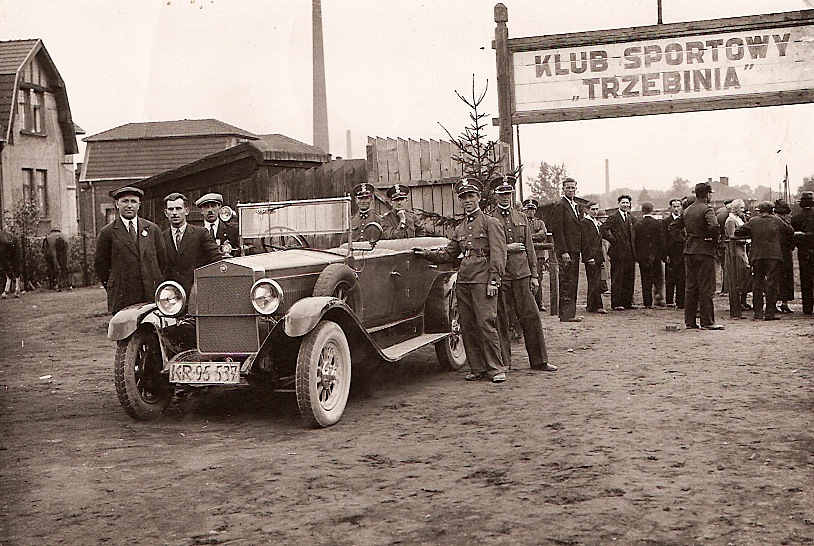
Wejście na boisko klubu sportowego „Trzebinia” w Trzebini (około 1935 r.)

Klub sportowy – podstawowa jednostka organizacyjna realizująca cele i zadania w zakresie danej dyscypliny sportu. Organizacja sportowa posiadająca osobowość prawną działająca, jako osoba prawna (na przykład w formie sportowej spółki akcyjnej lub stowarzyszenia kultury fizycznej), której głównym – i najczęściej jedynym – celem jest udział w rozgrywkach sportowych, organizowanej federacji (krajowej, bądź kontynentalnej – rzadziej światowej) w stosownej kategorii wiekowej, płci i statusie zrzeszonych w nim osób.
W ramach klubu sportowego tworzona jest sekcja danej dyscypliny sportu (bądź sekcje różnych dyscyplin sportu), której zadaniem jest utworzenie drużyny sportowej (drużyn sportowych), mającej występować w rozgrywkach sportowych.
Kluby sportowe mogą mieć charakter klubu jednosekcyjnego (posiadającego wyłącznie jedną sekcję sportową, np. piłkarską – klub piłkarski, koszykarską – klub koszykarski, itp.) oraz klub wielosekcyjny (mającego przynajmniej dwie sekcje sportowe, na przykład piłkarską i siatkarską).
W Polsce, kluby sportowe – w liczbie co najmniej trzech – mogą zakładać związki klubów sportowych (związki sportowe), a szczególnym rodzajem klubu sportowego jest Uczniowski Klub Sportowy (UKS).
Według stanu na 31 grudnia 2018, w Polsce działało 14 772 klubów sportowych (w tym uczniowskich klubów sportowych i wyznaniowych klubów sportowych), prowadzących 24 083 sekcji sportowych, skupiających 1 045 482 członków, zatrudniających 28 047 trenerów oraz 19 548 instruktorów sportowych.